# Clásicos Castellanos

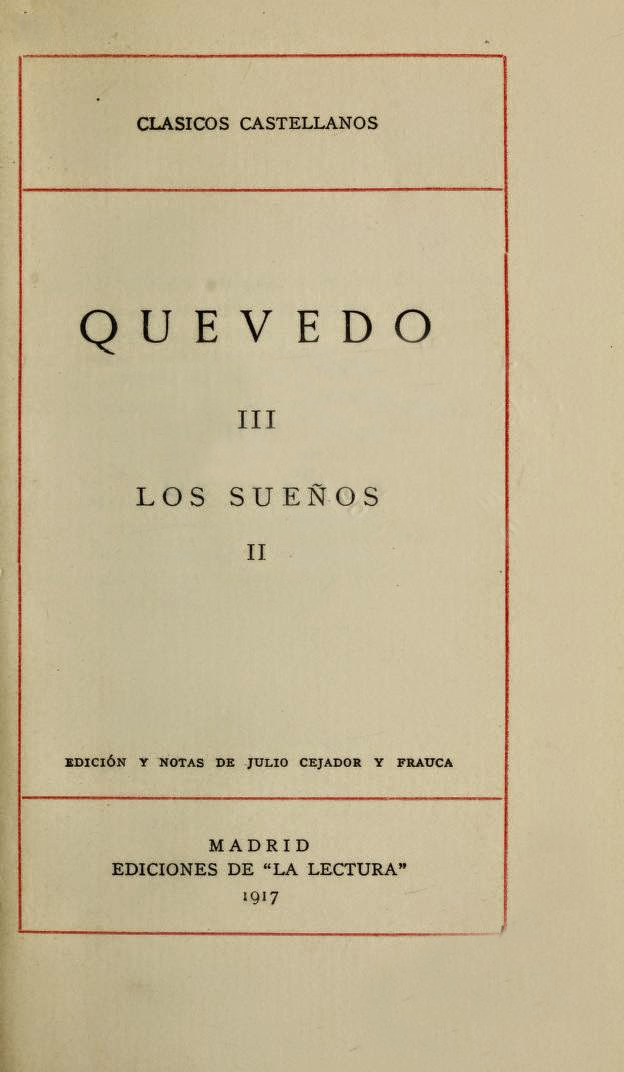
Quevedo III. Los sueños II. Clásicos Castellanos. Ediciones de "La Lectura", Madrid (1917) – Band 34 der Reihe.

Clásicos Castellanos („Kastilische Klassiker“) ist eine spanische Buchreihe mit klassischen Werken der spanischen Literatur. Sie ging aus der Reihe Clásicos Castellanos der Zeitschrift und des Verlags La Lectura hervor, war aber auch mit dem Centro de Estudios Históricos verbunden. Lange Jahre erschien sie dann im Verlag Espasa-Calpe in Madrid. Zahlreiche bekannte Gelehrte haben an ihr mitgewirkt. In der Reihe sollte spanische Literatur zu einem günstigen Preis angeboten werden.
Die folgende Übersicht erhebt keinen Anspruch auf Aktualität oder Vollständigkeit. Nicht in allen Fällen ist die Erstausgabe angegeben.

## Bände
- 1 Teresa, Santa, Las moradas, ed. de Tomás Navarro Tomás, 1910.
- 2 Tirso de Molina, Vol. 1, El vergonzoso en palacio, El burlador de Sevilla, ed. de Américo Castro, 1910.
- 3 Garcilaso de la Vega, Obras, edición y notas de Tomás Navarro Tomás, 1911.
- 4 Cervantes Saavedra, M. de, El ingenioso hidalgo don Quijote de la Mancha. Vol. 1, ed. de Francisco Rodríguez Marín, 1913.
- 5 Quevedo y Villegas, F. G. de, Vida del Buscón, ed. de Américo Castro, 1911 (ed. renovada 1927).
- 6 Cervantes Saavedra, M. de, El ingenioso hidalgo don Quijote de la Mancha. Vol. 2, 1961 (reimpresión).
- 7 Torres y Villarroel, D. de, Vida, 1912. Ed. de Federico de Onís
- 8 Cervantes Saavedra, Miguel de, El ingenioso hidalgo don Quijote de la Mancha, Vol. 3, 1962 (reimpresión).
- 9 Duque de Rivas, Romances, Vol. 1, 1911. Ed. de Cipriano Rivas Cherif
- 10 Cervantes Saavedra, Miguel de, El ingenioso hidalgo don Quijote de la Mancha, Vol. 4, 1962 (reimpresión)
- 11 Ávila, Juan de, Epistolario espiritual, ed. de Vicente García de Diego, 1912.
- 12 Duque de Rivas, Romances, Vol. 2, 1912. Ed. de Cipriano Rivas Cherif
- 13 Cervantes Saavedra, Miguel de, El ingenioso hidalgo don Quijote de la Mancha, Vol. 5.
- 14 Ruiz, Juan, Libro de buen amor, Vol. 1, 1946, ed. de Julio Cejador y Frauca.
- 15 Castro, Guillen de, Las mocedades del Cid, ed. de Julia Martínez, 1962.
- 16 Cervantes Saavedra, M. de, El ingenioso hidalgo don Quijote de la Mancha, Vol. 6.
- 17 Ruiz, Juan. Libro de buen amor. Vol. 2, 1946. Ed. de Julio Cejador y Frauca.
- 18 López de Mendoza, Íñigo, marqués de Santillana, Canciones y decires, 1942. Ed. de Vicente García de Diego
- 19 Cervantes Saavedra, Miguel de, El ingenioso hidalgo don Quijote de la Mancha, Vol. 7, 1962.
- 20 Rojas, Fernando de, La Celestina, ed. de Julio Cejador y Frauca, Vol. 1, 1941.
- 21 Villegas, Esteban Manuel de, Eróticas ó amatorias, ed. de Narciso Alonso Cortés. 1913.
- 22 Cervantes Saavedra, Miguel de, El ingenioso hidalgo don Quijote de la Mancha, Vol. 8, 1922.
- 23 Rojas, Fernando de. La Celestina, Vol. 2, 1945. Ed. de Julio Cejador y Frauca.
- 24 Poema de mio Cid, ed. de Ramón Menéndez Pidal, 1960.
- 25 La vida de Lazarillo de Tormes y de sus fortunas y adversidades, ed. de Julio Cejador y Frauca, 1941.
- 26 Herrera, Fernando de, Poesía, 1914. Ed. de Vicente García de Diego.
- 27 Cervantes Saavedra, M. de, Novelas ejemplares, Vol. 1, ed. de Francisco Rodríguez Marín, 1943.
- 28 León, Fray Luis de, De los nombres de Cristo, Vol. 1, 1914. Ed. de Federico de Onís
- 29 Guevara, Antonio de, Menosprecio de corte y alabanza de aldea, ed. de Matías Martínez de Burgos. 1915.
- 30 Nieremberg, Juan Eusebio, Epistolario, ed. de Narciso Alonso Cortés, 1915.
- 31 Quevedo y Villegas, F. G. de, Los sueños, ed. de Julio Cejador y Frauca, Vol. 1, 1961.
- 32 Moreto y Cavana, Agustín, Teatro, ed. de Narciso Alonso Cortés, 1916.
- 33 León, fray Luis de, De los nombres de Cristo, Vol. 2. Ed. de Federico de Onís
- 34 Quevedo y Villegas, Francisco Gómez de, Los sueños, ed. de Julio Cejador y Frauca, Vol. 2, 1949.
- 35 Rojas Zorrilla, Francisco de, Teatro, ed. de Federico Ruiz Morcuende, 1931.
- 36 Cervantes Saavedra, Miguel de, Novelas ejemplares, Vol. 2, 1962. Ed. de Francisco Rodríguez Marín.
- 37 Ruiz de Alarcón y Mendoza, Juan, Teatro, ed. de Alfonso Reyes, 1918.
- 38 Vélez de Guevara y Dueñas, Luis, El diablo cojuelo, ed. de Francisco Rodríguez Marín, 1941.
- 39 Vega Carpio, Lope Félix de, Comedias, Vol. 1, 1931. Edición, prólogo y notas de Justo Gómez Ocerín y Ramón María Tenreiro.
- 40 Campoamor y Campoosorio, Ramón de, Poesías, ed. de Cipriano Rivas Cherif, 1921.
- 41 León, Fray Luis de, De los nombres de Cristo, Vol. 3, 1921. Ed. de Federico de Onís.
- 42 Castillo Solórzano, Alonso de, La garduña de Sevilla y anzuelo de las bolsas, ed. de Federico Ruiz Morcuende, 1942.
- 43 Espinel, Vicente, Vida de Marcos de Obregón, ed. de Samuel Gili Gaya, Vol. 1, 1940.
- 44 Gonzalo de Berceo, Milagros de Nuestra Señora, ed. de Antonio García Solalinde, Vol. 1, 1922.
- 45 Larra, Mariano José de, Artículos de costumbres, ed. de José Ramón Lomba de la Pedraja, Vol. 1, 1929.
- 46 Saavedra Fajardo, Diego de, La República literaria, ed. de Vicente García de Diego, 1942.
- 47 Espronceda, José de, Obras poéticas, ed. de José Moreno Villa, Vol. 1, 1923.
- 48 Feijoo y Montenegro, Benito Jerónimo, Teatro crítico universal, ed. de Agustín Millares Carlo, Vol. 1, 1923.
- 49 Pulgar, Hernando del, Claros varones de Castilla, ed. de Jesús Domínguez Bordona, 1923.
- 50 Espronceda, José de, Obras poéticas, ed. de José Moreno Villa, Vol. 2, 1923.
- 51 Espinel, Vicente, Vida de Marcos de Obregón, ed. de Samuel Gili Gaya, Vol. 2, 1940.
- 52 Larra, Mariano José de, Artículos de crítica literaria y artística, ed. de José Ramón Lomba de la Pedraja, Vol. 2, 1929.
- 53 Feijóo y Montenegro, Benito Jerónimo. Teatro critico universal, ed. de Agustín Millares Carlo. Vol. 2. 1924.
- 54 Moncada, Francisco de. Expedición de los catalanes y aragoneses contra turcos y griegos, ed. de Samuel Gili Gaya. 1941.
- 55 Cruz, Juan de la. El cántico espiritual, ed. de Matías Martínez de Burgos. 1944.
- 56 Quevedo y Villegas, Francisco Gómez de. Obras satíricas y festivas, ed. de José María Salaverría. 1924.
- 57 Salas Barbadillo, Alonso Jerónimo de. La peregrinación sabia, ed. de Francisco A. de Icaza. 1941.
- 58 Moratín, Leandro Fernández de. Teatro, ed. de Federico Ruiz Morcuende. Vol. 1. 1924.
- 59 Rueda, Lope de. Teatro, ed. de José Moreno Villa. 1924.
- 60 Cueva, Juan de la. El infamador, ed. de Francisco A. de Icaza. 1924.
- 61 Pérez de Guzmán, Fernán. Generaciones y semblanzas, ed. de Jesús Domínguez Bordona. 1924.
- 62 Menéndez Pidal, Ramón. Rodrigo, el último godo. Vol. 1. 1925.
- 63 Zorrilla y Moral, José. Poesías, ed. de Narciso Alonso Cortés. 1925.
- 64 Meléndez Valdes, Juan. Poesías, ed. de Pedro Salinas. 1925.
- 65 García Gutiérrez, Antonio. Venganza catalana, ed. de José Ramón Lomba de la Pedraja. 1941.
- 66 Forner, Juan Pablo. Exequias de la lengua castellana, ed. de Pedro Sainz Rodríguez, 1925.
- 67 Feijoo y Montenegro, B. J. Teatro critico universal, ed. de Agustín Millares Carlo. Vol. 3. 1925.
- 68 Vega Carpio, Lope Félix de. Poesías líricas, ed. de José Fernández Montesinos. Vol. 1. 1925.
- 69 Calderón de la Barca, Pedro. Autos sacramentales, ed. de Ángel Valbuena Prat. Vol. 1. 1925.
- 70 Mira de Amescua, Antonio. Teatro. Vol. 1. 1926. Ed. de Ángel Valbuena Prat
- 71 Menéndez Pidal, Ramón. Rodrigo, el último godo. Vol. 2.
- 72 Castillejo, Cristóbal de. Obra. Vol. 1. 1926. Ed. de Jesús Domínguez Bordona
- 73 Alemán, Mateo. Guzmán de Alfarache, ed. de Samuel Gili Gaya. Vol. 1. 1942.
- 74 Calderón de la Barca, Pedro. Autos sacramentales, ed. de Ángel Valbuena Prat. Vol. 2. 1927.
- 75 Vega Carpio, Lope Félix de. Poesías líricas, ed. de José Fernández Montesinos. Vol. 2. 1927.
- 76 Saavedra Fajardo, Diego de. Idea de un príncipe político cristiano representada en cien empresas, ed. de Vicente García de Diego. Vol. 1. 1927.
- 77 Larra, Mariano José de Larra, ed. de José Ramón Lomba de la Pedraja. Vol. 3.
- 78 Quintana, Manuel José. Poesías, ed. de Narciso Alonso Cortés. 1927.
- 79 Castillejo, Cristóbal de. Obra. Vol. 2. Ed. de Jesús Domínguez Bordona
- 80 Valera y Alcalá Galiano, Juan. Pepita Jiménez, ed. de Manuel Azaña. 1927.
- 81 Saavedra Fajardo, Diego de. Idea de un príncipe político cristiano representada en cien empresas, ed. de Vicente García de Diego. Vol. 2.
- 82 Mira de Amescua, Antonio. Teatro. Vol. 2. Ed. de Ángel Valbuena Prat
- 83 Alemán, Mateo. Guzmán de Alfarache, ed. de Samuel Gili Gaya. Vol. 2.
- 84 Menéndez Pidal, Ramón. Rodrigo, el último godo. Vol. 3.
- 85 Feijoo y Montenegro, Benito Jerónimo. Cartas eruditas, ed. de Agustín Millares Carlo, 1928.
- 86 Valdés, Juan de. Diálogo de la lengua, ed. de José Fernández Montesinos. 1928.
- 87 Saavedra Fajardo, Diego de. Idea de un príncipe político cristiano representada en cien empresas, ed. de Vicente García de Diego. Vol. 3.
- 88 Castillejo, Cristóbal de. Obra. Vol. 3. Ed. de Jesús Domínguez Bordona
- 89 Valdés, Alfonso. de. Diálogo de las cosas ocurridas en Roma, ed. de José Fernández Montesinos. 1956.
- 90 Alemán, Mateo. Guzmán de Alfarache, ed. de Samuel Gili Gaya. Vol. 3. 1961.
- 91 Castillejo, Cristóbal de. Obra. Vol. 4. Ed. de Jesús Domínguez Bordona
- 92 Bretón de los Herreros, Manuel. Teatro, ed. de Narciso Alonso Cortés. 1943.
- 93 Alemán, Mateo. Guzmán de Alfarache, ed. de Samuel Gili Gaya. Vol. 4.
- 94 Manrique, Jorge. Cancionero, ed. por Augusto Córtina Aravena. 1929.
- 95 Arolas, Juan. Poesías del padre Arolas, ed. de José Ramón Lomba de la Pedraja. 1928.
- 96 Valdés, Alonso de. Diálogo de Mercurio y Carón, ed. de José Fernández Montesinos. 1929.
- 97 Granada, fray Luis de. Guía de pecadores, ed. de Matías Martinez de Burgos. 1929.
- 98 Cepeda y Ahumada, santa Teresa, Camino de perfección, ed. de José María Aguado. Vol. 1. 1929.
- 99 Pulgar, Hernando del. Letras, ed. de Jesús Domínguez Bordona. 1929.
- 100 Cepeda y Ahumada, Teresa. Camino de perfección, ed. de José María Aguado. Vol. 2. 1930.
- 101 Timoneda, Juan de. El patrañuelo, ed. de Federico Ruiz Morcuende. 1930.
- 102 Saavedra Fajardo, Diego de. Idea de un príncipe político cristiano representada en cien empresas, ed. de Vicente García de Diego. Vol. 4. 1927.
- 103 Cascales, Francisco. Cartas filológicas, ed. de Justo García Soriano. Vol. 1. 1961.
- 104-105 Malón de Chaide, Pedro. La conversión de la Magdalena, ed. de García. 2 v. 1930.
- 106 Calderón de la Barca, Pedro. Comedias religiosas. Vol. 1. 1930.
- 107 Martínez de la Rosa, Francisco. Obras dramáticas, ed. de Jean Sarrailh. 1947.
- 108 La vida de Estebanillo González. Vol. 1. 1934. Ed. de Juan Millé y Giménez
- 109 La vida de Estebanillo González. Vol. 2. 1934. Ed. de Juan Millé y Giménez
- 110 Jovellanos, Gaspar Melchor de. Obras escogidas, ed. de Ángel del Río. Vol. 1. 1935.
- 111 Jovellanos, G. M. de. Obras escogidas, ed. de Ángel del Río. Vol. 2. 1935.
- 112 Cadalso, José. Cartas marruecas. 1935.
- 113 Hartzenbusch, Juan Eugenio. Los amantes de Teruel, ed. de Álvaro Gil Albacete. 1935.
- 114 Alemán, Mateo. Guzmán de Alfarache, ed. de Samuel Gili Gaya. Vol. 5.
- 115 Teresa, Santa, Libro de la fundaciones de Santa Teresa de Jesús, ed. por José María Aguado. Vol. 1. 1940.
- 116 Teresa, Santa, Libro de la fundaciones de Santa Teresa de Jesús, ed. por José María Aguado. Vol. 2. 1940.
- 117 Cascales, Francisco. Cartas filológicas, ed. por Justo García Soriano. Vol. 2.
- 118 Cascales, Francisco. Cartas filológicas, ed. de Justo García Soriano. Vol. 3.
- 119 Mena, Juan de. El laberinto de Fortuna, ed. de Blecua. 1943.
- 120 Lozano, Cristóbal. Historias y leyendas, ed. por Joaquín de Entrambasaguas. Vol. 1. 1943.
- 121 Lozano, Cristóbal. Historias y leyendas, ed. by Entrambasaguas. Vol. 2. 1943.
- 122 Arteaga, Esteban de. La belleza ideal, ed. de Miquel Batllori. 1943.
- 123 Vázquez, fray Dionisio. Sermones, ed. de Félix González Olmedo. 1943.
- 124 Torre, Francisco de la. Poesías, ed. de Alonso Zamora Vicente. 1944.
- 125 Cervantes Saavedra, Miguel de. Entremeses. 1945.
- 126 Terrones del Caño, Francisco. Instrucción de predicadores. 1946.
- 127 Montemayor, Jorge de. Los siete libros de la Diana, ed. de Francisco López Estrada. 1962.
- 128 Poema de Fernán González. Ed. de Alonso Zamora Vicente. 1946.
- 129 Jovellanos, Gaspar Melchor de. Obras escogidas, ed. de Ángel del Río. Vol. 3.
- 130 Malón de Chaide, fray Pedro, La conversión de la Magdalena, ed. de García. Vol. 3.
- 131 Téllez, fray Gabriel. Comedias. Vol. 1. 1947.
- 132 Vélez de Guevara y Dueñas, Luis. Reinar después de morir, y El diablo está en cantillana, ed. de Muñoz Cortés. 1948.
- 133 San Pedro, Diego de. Obras, ed. de Samuel Gili y Gaya. 1950.
- 134 Martínez de Toledo, Alfonso. Vidas de San Ildefonso y San Isidoro, ed. de José Madoz y Moleres. 1952.
- 135 Polo, Gaspar Gil. Diana enamorada, ed. de Rafael Ferreres. 1953.
- 136 Iriarte y Oropesa, Tomás de. Poesía, ed. de Alberto Navarro González. 1953.
- 137 Calderón de la Barca, Pedro. Comedias de capa y espada, ed. de Ángel Valbuena Briones. Vol. 1. 1962.
- 138 __. La vida es sueño..., ed. de Augusto Córtina Aravena. 1955.
- 139 Fernández de Heredia, Juan. Obras, ed. de Rafael Ferreres. 1955.
- 140 Menéndez y Pelayo, Marcelino. Discursos, ed. de José María de Cossío. 1956.
- 141-2 Calderón de la Barca, P. Dramas de honor, ed. de Ángel Valbuena Briones. 1956.
- 143 Aldana, Francisco de. Poesías, ed. de Elias L. Rivers. 1957.
- 144 Pereda, José María de. Pedro Sánchez. Vol. 1. 1958.
- 145 Pereda, José María de. Pedro Sánchez. Vol. 2. 1958.
- 146 Ruiz de Alarcón y Mendoza, Juan. Teatro, ed. de Agustín Millares Carlo. 1960.
- 147 Ruiz de Alarcón y Mendoza, Juan. Los pechos privilegiados y Ganar amigos, ed. de Agustín Millares Carlo. 1960.
- 148 Isla, José Francisco de. Fray Gerundio de Campazas. 2 vols. 1960-62.
- 152 Cadalso, José. Noches lúgubres, ed. de Nigel Glendinning. 1961.
- 153 Rojas Zorrilla, Francisco de. Morir pensando matar y La vida en el ataúd, ed. de Raymond R. MacCurdy. 1961.
- 154 Cervantes Saavedra, M. de. La Galatea, ed. de Juan Bautista Avalle-Arce. Vol. 1. 1961.
- 155 Cervantes Saavedra, M. de. La Galatea, ed. de Juan Bautista Avalle-Arce. Vol. 2. 1961.
- 156 Vicente, Gil. Obras dramáticas castellanas, ed. de Thomas R. Hart. 1962.
- 157 Vega Carpio, Lope Félix. de. El villano en su rincón, ed. de Vicente. 1963.
- 158 Bécquer, Gustavo Adolfo. Rimas, ed. de Díaz. 1963.
- 159 Vega Carpio, Lope Félix de. Peribañez y el comendador de Ocaña, ed. de Vicente. 1964.
- 160 Querol, Vicente Wenceslao. Poesías, ed. de Luis Guarner. 1965.
- 161 Torres y Villarroel, Diego de. Visiones y visitas de Torres con don Francisco de Quevedo por la Corte. 1966.
- 162 López de Yanguas, Hernán. Obras dramáticas. 1968.
- 163 Mendoza, fray Íñigo de. Cancionero, ed. de Julio Rodríguez Puértolas. 1969.
- 164 Ferrán, Augusto. Obras completas, ed. de Díaz. 1970.
- 165-67 Gracián, Baltasar. El Criticón, ed. de Evaristo Correa Calderón. 3 vols. 1971.
- 168 Forner, Juan Pablo. Los gramáticos, ed. de José Ramón Lomba de la Pedraja. 1971.
- 169 Zabaleta, Juan de. Errores celebrados, ed. de David Hersberg. 1972.
- 170 Rufo, Juan, Las seiscientas apotegmas y otras obras en verso, ed. de Alberto Blecua, 1972.
- 171 Mira de Amescua, Antonio. Teatro. Vol. 3. 1971.
- 172 Mayans y Siscar, Gregorio. Vida de Miguel de Cervantes Saavedra. 1972.
- 173 Leonardo de Argensola, Lupercio. Rimas, ed. de José Manuel Blecua. 1972.
- 174-6 Avellaneda, Alonso Fernçandez de, Don Quijote de la Mancha, ed. de Martín de Riquer, 1972.
- 177-8 Alarcón, Pedro Antonio de, El escándalo, ed. de Mariano Baquero Goyanes. 1973.
- 179 Hartzenbusch, Juan Eugenio. Fábulas, ed. de Ricardo Navas Ruiz. 1973.
- 180 Valle-Inclán, Ramón María del. Luces de bohemia, ed. de Alonso Zamora Vicente. 1973.
- 181 Rueda, Lope de. Los engaños. 1974.
- 182 Jáuregui, Juan de. Obras, ed. de Inmaculada Ferrer de Alba. Vol. 1. 1973.
- 183 Jáuregui, J. de. Obras, ed. de Ferrer de Alba. Vol. 2. 1973.
- 184 Leonardo de Argensola, Bartolomé. Rimas. Prólogo de José Manuel Blecua. Vol. 1. 1974.
- 185 Leonardo de Argensola, Bartolomé. Rimas. Prólogo de Blecua. Vol. 2. 1974.
- 186 Leonardo de Argensola, Bartolomé. Rimas. Prólogo de Blecua. Vol. 3. 1974.